# الیوت تایسون
الیوت تایسون (انگلیسی: Elliot Tyson؛ زادهٔ ۲۰ نوامبر ۱۹۵۲) یک مهندس صدای اهل ایالات متحده آمریکا است. وی از سال ۱۹۷۹ میلادی تا به حال، در بیش از ۱۶۰ فیلم مشارکت داشته‌است. تایسون برندهٔ یک جایزه اسکار برای بهترین صدا و سه‌بار نامزدی همین جایزه شده‌است.

## جوایز و نامزدی‌ها
تایسون موفق به کسب جایزه اسکار برای بهترین صدا و نامزد همین عنوان برای سه فیلم دیگر شده‌است:
برنده
- گلوری (۱۹۸۹) در شصت و دومین دوره جوایز اسکار[۱]

نامزدی
- میسیسیپی می‌سوزد (۱۹۸۸) در شصت و یکمین دوره جوایز اسکار[۲]
- رستگاری در شائوشنک (۱۹۹۴) در شصت و هفتمین دوره جوایز اسکار[۳]
- مسیر سبز (۱۹۹۹) در هفتاد و دومین دوره جوایز اسکار[۴]